# Лунна дъга
Лунната дъга (известна още като бяла дъга или слаба дъга) е дъга, произведена от лунна светлина, а не от пряка слънчева светлина. Освен разликата в източника на светлина, образуването му е същото като при слънчевата дъга: Причинява се от пречупване на светлината в много водни капчици, като например дъждовен дъжд или водопад, и винаги е разположено в противоположната част на небето от Луната спрямо наблюдателя.
Лунната дъга е много по-слаба от слънчевата, поради по-малкото количество светлина, отразена от повърхността на Луната. Тъй като светлината обикновено е твърде слаба, за да възбуди рецепторите за цвят на конуса в човешките очи, за човешкото око е трудно да различи цветовете в явлението. В резултат на това лунната дъга често изглежда бяла. Цветовете в лунната дъга обаче се появяват на снимки с дълга експозиция.
Лунните дъги се споменават поне от „Метеорология“ на Аристотел (около 350 г. пр.н.е.).

## Галерия
- Луна дъга от Йосемити
- Луна дъга над водопада Къмбърланд, Кентъки
- Луна дъга от Хаваите
- Луна дъга над замъка Вернигероде, Саксония-Анхалт